# Coals of Fire (film fra 1918)
Coals of Fire er en amerikansk stumfilm fra 1918 af Victor Schertzinger.

## Medvirkende
- Enid Bennett som Nell Bradley
- Fred Niblo som Charles Alden
- Melbourne MacDowell som James Bradley
- William Elmer som Ben Roach
- Virginia Southern som Amy Robinson